# Паночко Михайло Степанович
Михайло Степанович Паночко (нар. 12 листопада 1951, с. Сулимів, Львівський район, Львівська область) — президент Всеукраїнського Союзу Церков християн віри євангельської-п'ятидесятників (старший єпископ Церкви християн віри євангельської України).

## Біографія
Михайло Паночко народився 12 листопада 1951 року в селі Сулимів Жовківського району (нині — Львівського району) Львівської області в родині Степана Михайловича (нар. 1917) та Ганни Михайлівни (нар. 1927), які одружилися у 1948 році та належали до парафії церкви Християн віри євангельської. Крім Михайла в родині зростало ще три брати та дві сестри.
У віці 18 років 3 серпня 1969 року Михайло Паночко був хрещений по вірі і став членом церкви християн віри євангельської села Сулимів.
Після закінчення середньої школи був призваний до лав радянської армії, де перебував у 1969—1971 роках. Службу проходив у Підмосков'ї (Щолково), потім у Баку.

## Церковне служіння
Після демобілізації з лав армії у 1972—1980 роках працював водієм у будівельному об'єднанні системи «Газбудівництво» у Львівській області.
У віці 25 років 26 травня 1976 року був обраний церквою на пасторське служіння.
Його церковне служіння було наступним:
- 1976—1998 роки — служив як пастор церкви в с. Сулимів.
- 1989—1992 роки — працював в місії «Віфезда», що займалася доброчинністю та поширенням Християнської літератури, також вів радіопрограму «Сторінки життя» на Львівському обласному радіо.
- 1989—1992 роки — очолював відділ по роботі з молоддю у церквах ХВЄ у Львівській області.
- 1994—1995 роки — заступник старшого пресвітера церков у Львівській області.
- 1995—1998 роки — старший пресвітер церков ХВЄ у Львівській області.
- 20 травня 1998 року Михайло Степанович Паночко на Всеукраїнському з'їзді церков християн віри євангельської був обраний головою Союзу церков ХВЄ-П та переобирався на черговий термін під час чергових з'їздів у 2002, 2006, 2010, 2014 та 2018 роках.
- 1998—2000 роки — президент Євроазійського союзу християн віри євангельської, згодом перейменованого на Міжнародну Асамблею християн віри євангельської. На всесвітньому з'їзді Асамблей Божих, що відбувся 7—11 серпня 2000 року в Індіанаполісі, штат Індіана, США, був обраний членом Виконавчого Комітету Всесвітнього союзу Асамблей Божих від Євразії.

Вищу богословську освіту здобував у Москві на Біблійних курсах Всеукраїнського Союзу Євангельських християн-баптистів у 1982—1985 роках та у Київському Біблійному інституті.

## Громадська діяльність
Входить до Поважної ради Громадської ініціативи «Орден святого Пантелеймона».

## Сім'я
20 травня 1980 року одружився з Євгенією Ярославівною Зварич. Вона народилася в с. Сулимів 6 грудня 1955 року, її батько Ярослав Петрович Зварич, 1928 року народження, і мати Катерина Андріївна Зварич, 1931 року народження, також належали до церкви християн віри євангельської.
У Євгенії Ярославівни є старші брат і сестра. У Михайла Степановича і Євгенії Ярославівни Паночко п'ятеро дітей. Старша дочка Оксана, 1981 року народження, після закінчення Київського Біблійного інституту вийшла заміж за Валентина Ярошенка і в наш час разом з чоловіком знаходиться на церковному служінні в Сумах. Син Михайло, 1982 року народження, навчався в Біблійному коледжі «Живе слово», що знаходиться в Канаді. Мешкає в Канаді.
Інші діти — Юлія, 1984 року народження, Галина, 1988 року народження, Ганна, 1991 року народження, навчалися в середній школі № 14 міста Києва та мешкають разом з батьками.
За заслуги перед державою і суспільством Михайло Степанович Паночко нагороджений нагородою президента України — орденом «За заслуги» 3-го ступеня.